# Vertrag von Falaise
Der Vertrag von Falaise war ein am 8. Dezember 1174 geschlossener Friedensvertrag zwischen England und Schottland. Er gilt als der älteste Vertrag zwischen den beiden Königreichen, dessen Inhalt vollständig bekannt ist.

## Abschluss des Vertrags
Während der Rebellion des jungen Königs Heinrich gegen seinen Vater, den englischen König Heinrich II., hatte der schottische König Wilhelm I. den jungen Heinrich unterstützt. Bei einem Einfall in Nordengland war das schottische Heer im Juli 1174 bei Alnwick von einem englischen Heer überrascht und besiegt worden. Dabei war der schottische König in Gefangenschaft geraten. König Wilhelm wurde gefesselt nach Northampton gebracht, wo er am 26. Juli Heinrich II. gegenübergestellt wurde. Der König nahm ihn im August mit in die Normandie, wo er in der Burg von Falaise in ehrenvoller Haft gehalten wurde. Am 30. September 1174 schloss Heinrich II. Frieden mit seinen Söhnen, so dass die Rebellion beendet war. Der schottische König war nun der Gnade des englischen Königs ausgeliefert und hatte keine andere Wahl, als die Bedingungen von Heinrich II. zu akzeptieren. Diese wurden im sogenannten Vertrag von Falaise festgelegt, der am 8. Dezember nicht in Falaise, sondern in Valognes besiegelt wurde. Nachdem der schottische König Geiseln gestellt hatte, durfte er wenige Tage später die Normandie verlassen und nach England reisen. Am 15. Februar 1175 durfte er nach Schottland zurückkehren.

## Vertragsinhalt
In dem Vertrag musste der schottische König harte und demütigende Zugeständnisse machen. Dennoch zog der englische König keinen übermäßigen Vorteil aus dem Missgeschick seines Gegners. Sein Ziel war es nicht, Schottland seinem Reich einzuverleiben, sondern die nördliche Grenze seines Reiches gegen Angriffe aus Schottland zu sichern. Die Schotten sollten die Burgen von Roxburgh, Berwick, Jedburgh, Edinburgh und Stirling an die Engländer übergeben und dazu für den Unterhalt der Besatzungen aufkommen. Vermutlich bereits in Falaise hatte der schottische König dem englischen König Hommage geleistet, ihm die Treue geschworen und ihn damit als Lehnsherrn für Schottland und alle seine weiteren Besitzungen anerkannt. Der schottische König musste zusichern, dass auch die schottischen Barone den englischen König als obersten Lehnsherrn anerkannten. Sollte der schottische König seinen Lehnseid brechen, wäre der Lehnseid seiner Barone ihm gegenüber hinfällig. Dazu mussten die Schotten weiterhin hochrangige Geiseln stellen. Der englische König wollte auch die geistliche Oberhoheit der englischen Kirche über die Kirche von Schottland ausweiten. Wilhelm musste versprechen, dass die schottische Kirche sich zukünftig der englischen Kirche unterstellen würde, wie es in der Zeit der Vorgänger von Heinrich II. üblich gewesen sei. Zwei schottische Bischöfe und zwei Äbte von Benediktinerabteien versicherten, sich nicht den rechtmäßigen Rechten der englischen Kirche zu widersetzen.

## Folgen
Der englische König ließ nicht alle fünf Burgen, sondern nur Berwick, Roxburgh und Edinburgh dauerhaft von englischen Truppen besetzen. Dafür fielen aber auch die Städte Berwick, Roxburgh und Edinburgh unter englische Verwaltung, denn aus deren Einkünften wurde der Unterhalt der Besatzungen bestritten. Am 10. August 1175 mussten Wilhelm I., sein Bruder David und zahlreiche schottischen Barone in York Heinrich II. öffentlich als ihren Lehnsherrn huldigen. Auch sechs schottische Bischöfe mussten dem englischen König in York die Treue schwören, doch die Unterstellung unter die geistliche Oberhoheit der englischen Kirche sollte erst während eines für später geplanten Konzils erfolgen. Zum einen hatte der englische König nicht festgelegt, ob der Erzbischof von York oder der Erzbischof von Canterbury die geistliche Oberhoheit erhalten sollte, was zu Spannungen zwischen den beiden Bischöfen führte. Vor allem konnten die Erzbischöfe von York und Canterbury aber keine frühere Oberhoheit über die schottischen Diözesen nachweisen. Erzbischof Roger von York bestand zwar auf seine Oberhoheit über die Diözesen Glasgow und Whithorn, doch am 30. April 1176 sicherte Papst Alexander III. Bischof Jocelin von Glasgow in einer Bulle zu, dass die Diözese Glasgow direkt der Kurie unterstellt sei. Erzbischof Roger versuchte nun, in Verhandlungen mit der Kurie seine Oberhoheit bestätigt zu bekommen, doch stattdessen erließ der Papst im August 1176 die Bulle Super anxietatibus. In dieser setzte er die Entscheidung über den Gehorsam der schottischen Bischöfe gegenüber dem Erzbischof von York und dem englischen König aus, bis die Kurie endgültig entschieden hatte. Damit setzte sich Alexander III. klar gegen Heinrich II. durch, der für den Mord an Erzbischof Becket und für den Erlass der Constitutions of Clarendon verantwortlich war.
Nach dem Tod von Heinrich II. vereinbarte Wilhelm I. mit dessen Sohn und Nachfolger Richard I. im Dezember 1189 den Verzicht von Canterbury. Gegen eine Zahlung von 10.000 Mark für den Kreuzzug von Richard verzichtete dieser auf seine Lehnshoheit und räumte die schottischen Burgen.